# Pınargözü
Pınargözü (kurd. Xelkan) ist ein Dorf im Landkreis Yüksekova der türkischen Provinz Hakkâri. Pınargözü liegt in den Bergen Südostanatoliens auf 1.970 m über dem Meeresspiegel, ca. 42 km südwestlich von Yüksekova und nahe der irakischen Grenze.
Der ursprüngliche Name der Ortschaft lautet Gelkan oder Halkan.  Der Name Ğelkan [sic] ist beim Katasteramt registriert, Halkan wurde bei den Volkszählungen von 1975 und 1980 als Alternativbezeichnung aufgeführt.
1985 lebten 631 Menschen in Pınargözü. 2009 hatte die Ortschaft 227 Einwohner.
Zu Pınargözü gehören die Weiler (tr. mezra) İnceyol (kurd. Ayir),  Kışlacık (kurd. Baştazin) und Yeşilce (kurd. Mergan).